# Smilovice (Rakovníki járás)
Smilovice település Csehországban, Rakovníki járásban. Smilovice Ročov, Kozojedy és Pochvalov településekkel határos. Lakosainak száma 81 fő (2024. január 1.).

## Népesség
A település lakosságának változását az alábbi diagram mutatja:
| Lakosok száma | 202  | 208  | 164  | 101  | 78   | 57   | 67   | 73   | 79   | 81   |
|               | 1869 | 1890 | 1921 | 1950 | 1980 | 2001 | 2017 | 2019 | 2022 | 2024 |